# Thamnophilus doliatus
Thamnophilus doliatus là một loài chim trong họ Thamnophilidae.